# 부산진소방서
부산진소방서(釜山鎭消防署, Busanjin Fire Station)는 부산광역시 동구 일부, 남구 일부, 부산진구를 관할하는 부산광역시 소방안전본부 산하의 소방서이다.

## 연혁
- 1954년 12월 10일: 북부산소방서 개서
- 1962년 12월 31일: 부산북부소방서로 변경
- 1967년 6월 1일: 부산동래소방서 분리
- 1979년 4월 24일: 부산북부소방서 분리, 부산진소방서로 변경
- 1981년 7월 25일: 부산항만소방서 분리
- 1995년 12월 29일: 부산남부소방서 분리

## 조직

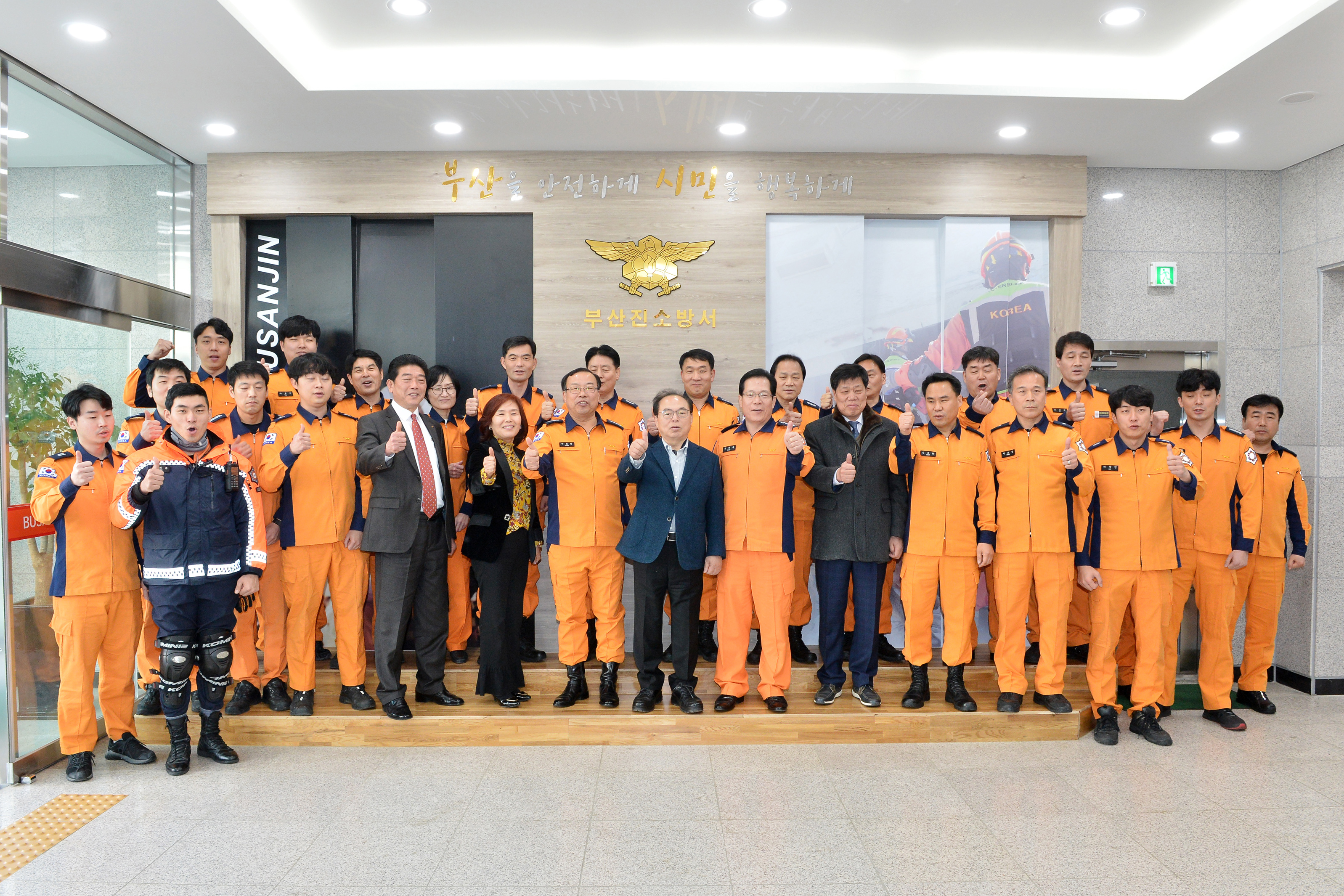
2019년 오거돈 시장 설 명절 방문

단(과)
| - 청문감사 담당관 - 감사감찰계 - 보건안전계 | - 소방행정과 - 소방행정계 - 예산장비계 | - 예방안전과 - 예방지도계 - 소방민원계 | - 구조구급과 - 구조구급계 - 홍보교육계 | - 현장대응단 - 방호계 - 지휘조사계 |

## 관할센터 및 관할구역
부산진소방서는 7개의 119안전센터와 1개의 구조대를 산하에 두고 있다.
| 명칭                   | 주소                     | 관할구역                                                     |
| ---------------------- | ------------------------ | ------------------------------------------------------------ |
| 부전119안전센터        | 부산진구 서전로 43       | 부산진구 범전동, 부전1·2·3동, 전포1·2동                      |
| 범일119안전센터        | 동구 범일로 115          | 동구 범일1·2·4·6동, 부산진구 범천1·2·4동, 남구 문현1·2·3·4동 |
| 수정119안전센터        | 동구 중앙대로 383-1      | 동구 수정1·2·4·5동, 좌천1·4동                                |
| 가야119안전센터        | 부산진구 가야대로 627    | 부산진구 가야1·2·3동, 개금1·2동, 당감2동, 범천 4동           |
| 부암119안전센터        | 부산진구 신천대로 282    | 부산진구 부암1동, 연지동, 초읍동                             |
| 당감119안전센터        | 부산진구 백양산로53길 65 | 부산진구 당감1·3·4동, 개금3동, 부암3동                       |
| 안창119안전센터        | 동구 안창로 62           | 동구 범일 1동, 수정 5동, 부산진구 범천 2동                   |
| 부산진소방서 119구조대 | 부산진구 서전로 43       | 부산광역시 동구 일부, 남구 일부, 부산진구                    |

## 사건사고
- 대아호텔 화재 사고
- 부산 노래방 화재
- 2018년 5월 10일 훈련을 마치고 퇴근한 소방관이 사망하였다. 동료들은 "교관들이 인격 모독을 넘어선 하대와 모욕을 하였고, 심지어 골프채를 들고 윽박지르기까지 했다."면서 "훈련 참여자들의 건강상태를 반영하지 않은 무리한 훈련을 진행했다."고 주장하면서 사망한 소방관 역시 동료들이 휴식을 권했지만 '팀 훈련'이라는 명목 하에 동료에게 피해가 갈 것을 우려해 훈련을 완수했다고 주장했다.[3]

## 같이 보기
- 대한민국 소방청
- 대한민국의 소방
- 소방관 계급